# Teilbetrieb
Als Teilbetrieb wird in der Betriebswirtschaftslehre und in der Betriebswirtschaftlichen Steuerlehre derjenige Teil eines Unternehmens bezeichnet, der eine begrenzte Selbständigkeit besitzt und deshalb eigenständig lebensfähig ist. Die Einstufung als Teilbetrieb zieht Rechtsfolgen nach sich.

## Allgemeines
Ein Teilbetrieb stellt eine innerhalb des Gesamtunternehmens weitgehend selbständige operative Einheit dar, die für sich selbst zumindest teilweise überlebensfähig wäre. Merkmale eines Teilbetriebs können beispielsweise ein eigener Kundenstamm, eigenes, ausschließlich in diesem Teilbetrieb genutztes Anlagevermögen, ein gegenüber dem Gesamtbetrieb abgegrenzter Personalbestand oder eine eigenständige Preisgestaltung für ein eigenes Güterangebot sein. Die Merkmale des Teilbetriebs bleiben im deutschen Steuerrecht gesetzlich unbestimmt.

## Betriebswirtschaftslehre
Teilbetriebe besitzen eine Ablauf- und Aufbauorganisation, die vom Hauptunternehmen weitgehend unabhängige Geschäftsprozesse ermöglichen. Merkmale eines Teilbetriebes sind eine vom Hauptbetrieb getrennte Buchführung, eine selbständige Geschäftsführung, ein selbständiges Auftreten im Geschäftsverkehr, die räumliche Trennung der Betriebsteile oder die Wahrnehmung anderer Aufgaben als derjenigen des Hauptbetriebs. Originäre Teilbetriebe sind beispielsweise Filialen, Niederlassungen und Zweigniederlassungen. Ihnen fehlt zwar die rechtliche Selbständigkeit, dafür sind sie organisatorisch und wirtschaftlich vom Hauptunternehmen relativ unabhängig. Derivative Teilbetriebe können entstehen durch Abspaltung, Aufspaltung, Ausgliederung, Outsourcing oder Neugründungen. Selbst Profitcenter können die Voraussetzungen eines Teilbetriebs erfüllen. Auch die 100 %ige Kapitalbeteiligung an einer Tochtergesellschaft (nur bei Kapitalgesellschaften) macht diese gemäß § 16 Abs. 1 Nr. 1 EStG zu einem Teilbetrieb.

## Betriebswirtschaftliche Steuerlehre
„Teilbetrieb“ ist ein Rechtsbegriff unter anderem des Einkommensteuergesetzes (EStG) und des Umwandlungssteuergesetzes
(UmwStG).
Definition
An einer Legaldefinition fehlt es im deutschen Steuerrecht. Im EU-Recht enthält Artikel 2i Fusions-Richtlinie (Richtlinie 2009/133/EG vom 19. Oktober 2009 über das gemeinsame Steuersystem für Fusionen, Spaltungen, Abspaltungen, die Einbringung von Unternehmensteilen und den Austausch von Anteilen, die Gesellschaften verschiedener Mitgliedstaaten betreffen, sowie für die Verlegung des Sitzes einer Europäischen Gesellschaft oder einer Europäischen Genossenschaft von einem Mitgliedstaat in einen anderen Mitgliedstaat (kodifizierte Fassung)) (siehe auch Richtlinie 90/434/EWG) folgende Definition: „Teilbetrieb ist die Gesamtheit der in einem Unternehmensteil einer Gesellschaft vorhandenen aktiven und passiven Wirtschaftsgüter, die in organisatorischer Hinsicht einen selbständigen Betrieb, d. h. eine aus eigenen Mitteln funktionsfähige Einheit, darstellen“.
Merkmale
Ein Teilbetrieb ist ein organisch geschlossener, mit einer gewissen Selbständigkeit ausgestatteter Teil eines Gesamtbetriebs, der für sich allein lebensfähig ist. Nach einem Schreiben des Bundesministers der Finanzen (BMF) vom 22. Juli 1991 erfüllt die Gründung einer Zweigniederlassung den Tatbestand der Neueröffnung eines Gewerbebetriebes nicht; sie ist ein Teilbetrieb eines bereits bestehenden Gewerbebetriebes. Zur Beurteilung der Gesamtverhältnisse ist zu berücksichtigen, ob die Zweigniederlassung von einem mit entsprechenden Vollmachten ausgestatteten Geschäftsführer geleitet wird, eigene Kunden/Mandanten betreut und diese mit der Zweigniederlassung bzw. deren Leiter abgeschlossen werden, die Mitarbeiter ihre Verträge mit dem (selbständigen) Zweigniederlassungsleiter abschließen und die laufenden Kosten der Zweigniederlassung aus eigenen Einnahmen beglichen werden. Für die Lebensfähigkeit eines Teilbetriebs ist es ohne Bedeutung, ob er mit Gewinn arbeiten kann.
Umfang
Ein Teilbetrieb im Sinne des § 20 Abs. 1 UmwStG kann sein:
- ein landwirtschaftlicher oder forstwirtschaftlicher Teilbetrieb eines Einzelunternehmens oder einer Personengesellschaft;
- ein gewerblicher Teilbetrieb;
- eine freiberufliche oder sonstiger selbständiger Arbeit dienende Teilpraxis.

Eine inländische Betriebsstätte einer in anderen EU-Mitgliedstaaten ansässigen Gesellschaft ist nicht zwingend ein gewerblicher Teilbetrieb, sondern nur bei Erfüllung der allgemeinen Voraussetzungen.
Nicht jede Filiale ist automatisch ein Teilbetrieb. Entscheidend sind die Verhältnisse des Einzelfalls. Zur Selbständigkeit eines Betriebes, der der Art nach freiberufliche Leistungen anbietet, gehört insbesondere auch, dass der Teilbetrieb einen eigenen Mandantenstamm hat.
Anders als in § 16 Abs. 1 Nr. 1 Satz 2 EStG ist im Sinne des § 75 AO die Beteiligung an einer Kapitalgesellschaft kein Teilbetrieb. Hierin wird der Teilbetrieb als „ein in der Gliederung eines Unternehmens gesondert geführter Betrieb“ definiert.

## Auswirkungen
In Steuergesetzen wird der Teilbetrieb wie ein selbständiges Unternehmen behandelt. Liegt ein Teilbetrieb vor (§ 15 Abs. 1 UmwStG), sind als Rechtsfolge umwandlungssteuerliche Regelungen der Behandlung von Verlusten anwendbar. Ein verbleibender Verlustabzug der übertragenden Kapitalgesellschaft kann dann auf die Rechtsnachfolgerin übergehen. Erfüllt ein Teilbetrieb nicht die Voraussetzungen des § 11 Abs. 1 UmwStG, gelten die Rechtsfolgen des § 11 Abs. 2 UmwStG nur für diesen Teilbetrieb.  

## Abgrenzung
Ein bloßer unselbständiger Betriebsteil liegt hingegen vor, wenn ein Unternehmen nur organisatorisch nach örtlichen oder fachlichen Gesichtspunkten aufgeteilt ist. Der Rechtsbegriff der Betriebsstätte aus § 12 AO geht davon aus, dass eine Betriebsstätte der Tätigkeit eines Unternehmens dient und damit unselbständig ist.